# Bouloc, Tarn-et-Garonne
Bouloc är en kommun i departementet Tarn-et-Garonne i regionen Occitanien i södra Frankrike. Kommunen ligger i kantonen Lauzerte som tillhör arrondissementet Castelsarrasin. År 2022 hade Bouloc 189 invånare.

## Befolkningsutveckling
Antalet invånare i kommunen Bouloc
| Referens: INSEE |